# Jack the Ripper (film)
Jack the Ripper är en schweizisk/Västtysk film från 1976 med Klaus Kinski i huvudrollen. För regin står Jess Franco.

## Rollista
- Klaus Kinski - Dr. Dennis Orloff/ Jack Uppskäraren
- Josephine Chaplin - Cynthia
- Andreas Mannkopff - Inspektor Selby
- Herbert Fux - Charlie
- Lina Romay - Marika
- Nikola Weisse - Frieda
- Ursula von Wiese - Miss Higgins (som Ursula v. Wiese)

## Om filmen
- Filmen spelades in i Zürich, som fick föreställa 1800- talets London.